# Parcul Național Tatra
Parcul Național Tatra (în slovacă Tatranský národný park) este unul din cele nouă parcuri naționale ale Slovaciei. Este situat în partea central-nordică a țării, în Munții Tatra. Parcul este important pentru protejarea unei varietăți diverse de floră și faună, cu multe specii endemice, de remarcat fiind capra neagră de Tatra (Rupicapra rupicapra tatrica). Are o suprafață de 738 km², la care se adaugă alți 307 km² de zone protejate.  Parcul conține 600 km de trasee montane și 16 trasee pentru biciclete marcate și întreținute.
Două treimi din suprafața sa este acoperită de zone protejate de pin și molid. Din 1993 este, alături de parcul omonim din Polonia, una din cele patru rezervații slovace înscrise în programul UNESCO Omul și Biosfera.
Anual, parcul este vizitat de trei milioane de turiști, majoritatea din Slovacia, Polonia, Cehia, Anglia și Rusia.

## Geografie
Parcul Național Tatra protejează zonele slovace ale Tatrei Înalte din lanțul Tatra de Est (Východné Tatry), respectiv lanțul Tatra de Vest (Západné Tatry). Partea vestică a parcului este situată în regiunea Žilina, iar partea estică în regiunea Prešov.

### Munți

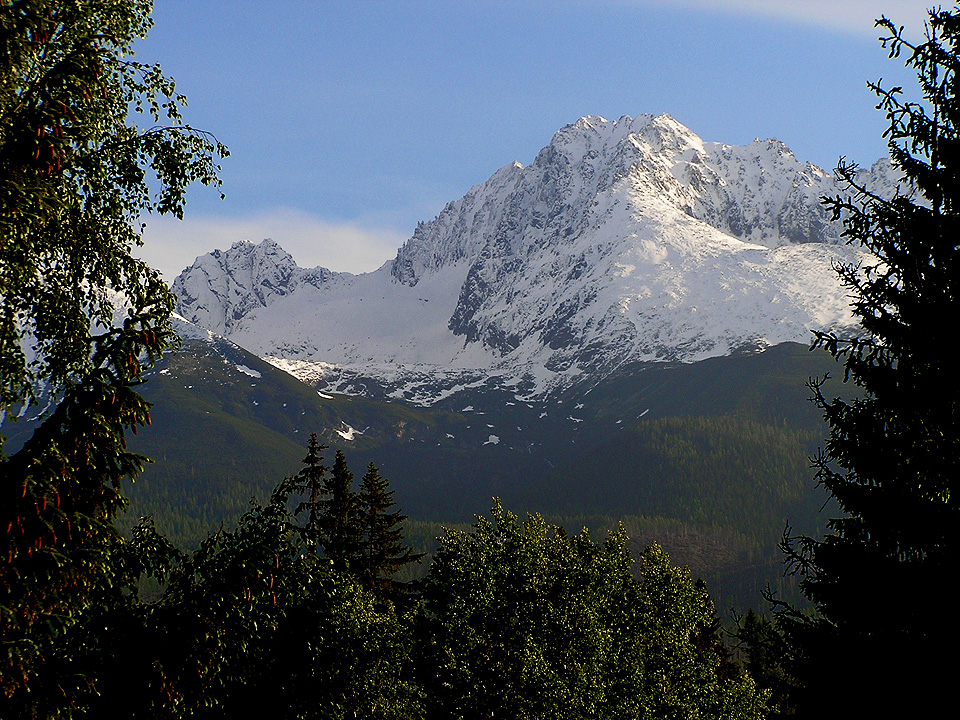
Fața sudică a Vârfului Gerlachovský

Munții Tatra de Vest se împart în Osobitá, Roháče, Sivý vrch („Muntele gri”), Liptovské Tatry, Liptovské kopy și Červené vrchy („Munții roșii”). Munții Tatra de Est cuprind Tatra Înaltă (Vysoké Tatry) și Belianske Tatry.
Cel mai înalt vârf din Slovacia (2.655 m), Gerlachovský, este situat pe teritoriul acestui parc. Este, de asemenea, cel mai înalt vârf din Munții Tatra și Munții Carpați. Bystrá este cel mai înalt vârf din Tatra de Vest (2.248 m), în timp ce Havran este cel mai înalt punct din Belianske Tatry (2.152 m).

### Lacuri și ape curgătoare
În parc există nu mai puțin de 100 de lacuri montane de toate dimensiunile. Veľké Hincovo este cel mai mare dintre ele, cu o suprafață de 0,2 km², dar și cel mai adânc (58 m).
Zona care înconjoară lacul glaciar Štrbské pleso este zonă de drenaj pentru două bazine hidrografice. Spre est se află afluenții râului Poprad, parte a bazinului Mării Baltice, iar spre vest se află afluenții râului Váh, parte a bazinului Mării Negre. Cele mai cunoscute cascade sunt Studenovodské, Kmeťov, Vajanského, Roháčsky și Skok.

### Peșteri

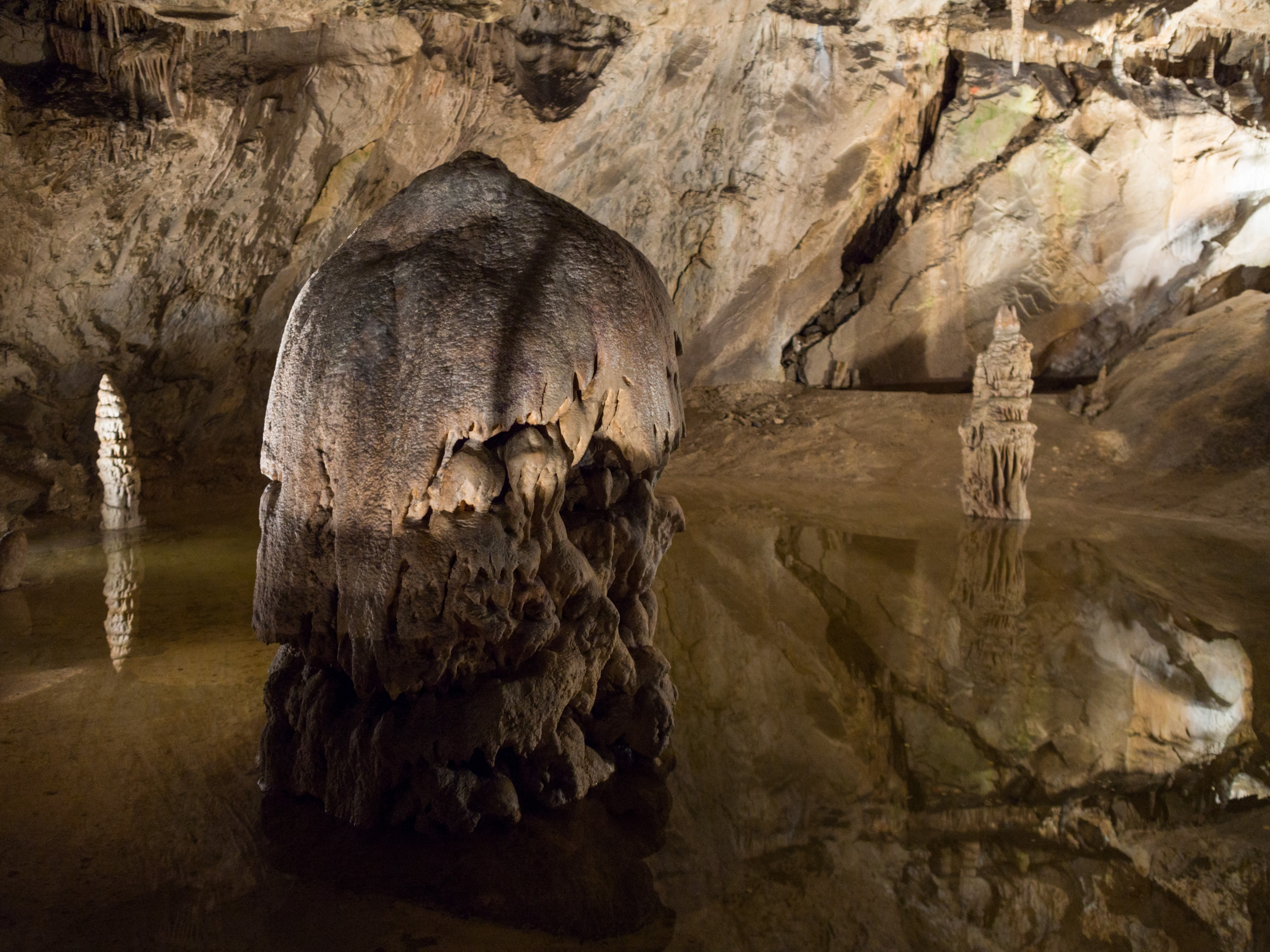
Peștera Belianska

În jur de 300 de peșteri se află pe teritoriul parcului, dar peștera Belianska este singura deschisă publicului. Este situată lângă satul Lendak. Cel mai lung sistem de peșteri descoperit până astăzi este Javorinka.

## Faună
Animalele sunt reprezentate de 115 specii de păsări, 42 de mamifere, opt de reptile și trei de amfibieni. Există, de asemenea, multe nevertebrate. Specii care datează încă din era glaciară includ crevetele-zână Branchinecta paludosa, ciocănitoarea cu trei degete (Picoides tridactylus), mierla gulerată (Turdus torquatus), alunarul (Nucifraga caryocatactes) și altele. Mamiferele din parc includ endemica capră neagră de Tatra (Rupicapra rupicapra tatrica), specie unică aflată pe lista IUCN de animale pe cale de dispariție. Alte mamifere includ ursul brun, râsul eurasiatic, jderul, lupul, vulpea și marmota alpină.

## Floră
Aproape două treimi din parc sunt acoperite cu păduri, în special de molid. Cel mai răspândit copac este, așadar, molidul, urmat de pinul de pădure, zâmbrul, laricea și jneapănul. Foioasele, în special arțarul, cresc în principal în Belianske Tatry.
În jur de 1.300 de specii de plante vasculare cresc în parc, dintre care 37 sunt endemice pentru Munții Tatra, 41 sunt endemice pentru Carpații Occidentali și 57 sunt endemice pentru Carpați. Plante endemice pentru Tatra includ Cochlearia tatrae, saxifraga galbenă, Erysimum wahlenbergii din genul micșunelelor, Erigeron hungaricus și altele. Specii vechi din era glaciară includ Ranunculus alpestris din genul gălbenelelor, Dianthus glacialis din genul garoafelor, Gentiana frigida din genul gențianelor, Primula minim din genul primulelor, salcia pitică și altele.